# لیپیش پی.۱۳
لیپیش پی.۱۳ (به انگلیسی: Lippisch P.13) یک هواگرد ساختِ کارخانهٔ مسرشمیت در کشور آلمان است.